# Mothusi Cooper
Mothusi Cooper, né le 19 juillet 1997 à Tsabong (Botswana), est un footballeur botswanais évoluant au poste de milieu au MC Oujda.

## Biographie

### En club
Le 26 janvier 2022, il s'engage pour deux saisons au MC Oujda. Le 20 février 2022, il dispute son premier match avec le Mouloudia d'Oujda à l'occasion d'un match de championnat face à l'Olympique de Safi (victoire, 3-1).

### En sélection
Il dispute son premier match international avec l'équipe du Botswana le 2 juin 2019 face à l'Afrique du Sud.
En 2019, il atteint la finale de la COSAFA Cup avec la sélection botswanaise.